# Jos Verstappen
Jos Verstappen, nizozemski dirkač Formule 1, * 4. marec 1972, Montfort, Nizozemska. 

## Začetki dirkanja
Jos Verstappen je kariero začel pri osmih letih v kartingu, kjer je leta 1984 postal mladinski nizozemski prvak. Temu je leta 1989 dodal še naslov evropskega in mednarodnega prvaka.  
Konec leta 1991 je prešel na višjo raven dirkanja. Dirkal je v Formuli Opel Lotus, kjer dirkači nastopajo s povsem enakimi dirkalniki. Tu je osvojil evropski naslov, nato pa je dobil ponudbo za dirkanje v Formuli 3 z ekipo Van Amersfoort Racing, dirkal pa je skupaj z  Christjanom Albersom in Basom Leindersom. Pozimi leta 1992 je vozil v novozelandski Formuli Atlantic. Nato je nastopal v Nemški Formuli 3, zmagal je na številnih dirkah, med drugim tudi Marlboro Masters, ob koncu pa je osvojil tudi naslov.

## Formula 1

### 1994
V sezoni 1994 so ga najeli pri Benettonu, da bi opravljal mesto testnega dirkača. Vendar pa je po nesreči J.J. Lehta še pred začetkom sezone napredoval v rednega voznika, ob boku Michaela Schumacherja. Že na prvi dirki je doživel nesrečo v Braziliji, ko je želel prehiteti  Eddija Irvina.
Med postankom v boksih na Veliki nagradi Nemčije je doživel nenavadno nesrečo, ko so mu mehaniki natočili preveč bencina v dirkalnik, razliti bencin se je vžgal, ožgal pa je tudi Verstappna, ki je imel odprt vezir na čeladi. Odnesel jo je le z rahlimi opeklinami na obrazu. Po tem dogodku morajo dirkači med postankom v boksu voziti z zaprto čelado.
Višek te sezone je dosegel s 3. mestoma na dirki na Madžarskem in nato še naknadno v Belgiji, potem ko je bil diskvalificiran Schumacher.
Jos pa je poskrbel še za eno zaščito v tej sezoni, namreč na dirki v Magny-Coursu se je zaletel v televizijski oddajnik in preprečil ogled treningov preko televizije. Sedaj je vsaka kamera zaščitena z umetnim steklom.
Na zadnjih dveh dirkah sezone ga je zamenjal Johnny Herbert.

### 1995-2003
V sezoni 1995 se je pridružil majhnemu moštvu Simtek, kamor ga je poslal šef Benettona Flavio Briatore. Kljub zelo solidnih testiranjih je Verstappen končal samo eno izmed 5 dirk, nato pa je po dirki po dirki v Monaku bankrotiralo. Po odhodu je odpravil neka testnih voženj za Benetton in Ligier. 
Sezono sezone 1996 je dirkal za Arrows oz. Footwork, vendar mu je nekonkurenčen dirkalnik preprečil doseganje boljših rezultatov.
Nato je v sezoni 1997 odšel k Tyrrell-Fordu, vendar brez uspeha. Po sezoni so lastniki moštva, koncern BAR (British American Racing) rajši v moštvo vzeli Ricarda Rosseta. Nato je bil polovico sezone 1998 zopet testni dirkač Benettona, v drugi polovici pa je postal drugi dirkač moštva Stewart, potem ko so odpustili Jana Magnussena.
Sezona 1999 se je zdelo leto pravih usmeritev. Postal je testni dirkač Hondinega projekta, potem ko se je le-ta kot samostojna želela vrniti v Formulo 1. Vendar pa je vodja projekta, kmalu po začetku projekta umrl, vsi načrti pa so padli v vodo, Verstappen pa je znova ostal brez vozniške službe. Nato je testiral za moštvo Jordan, bil pa je celo v igri za rednega dirkača potem ko se je Damon Hill želel upokojiti še pred koncem sezone.
Po nekaj testnih vožnjah se je v sezoni 2000 vrnil v Arrows, ki je bila takrat solidna ekipa. Dirkalnik je bil hiter vendar dirkalniki niso zdržali celotne dirke, kar je Verstappnu in njegovima moštvenima kolegama de la Rosi in Bernoldiju povzročalo veliko težav.
Imel je že pogodbo z ekipo za sezono 2002, vendar so zadnji trenutek namesto njega vzeli Heinza-Haralda Frentzna. Nizozemec je moštvo zaradi tega tožil. Začel je iskati novo moštvo, že skoraj podpisal za Sauber za vlogo testnega voznika, vendar pa je bil Jos prevelik za njihov dirkalnik.
V sezoni 2003 je Verstappen vozil za Minardi, ekipo ki je komajda osvojilo kakšno točko. Naredil je nekaj hitrih voženj, vendar več kot 1. mesto na petkovih kvalifikacijah v razmočenem Magny-Coursu ni zmogel. 
V igri za rednega dirkača je bil tudi za prihodnje leto, vendar se je moštvo odločilo za mlajše dirkače.
Jos the boss, kot ga nekateri kličejo, je skupaj nastopil na 107 Velikih nagradah. Osvojil je dve uvrstitvi na stopničke in 17 točk svetovnega prvenstva.

## Popolni rezultati Formule 1
(legenda)
| Leto | Moštvo                    | Šasija        | Motor        | 1       | 2       | 3       | 4       | 5       | 6       | 7       | 8       | 9       | 10      | 11      | 12      | 13      | 14      | 15      | 16      | 17     | Prv | Toč |
| ---- | ------------------------- | ------------- | ------------ | ------- | ------- | ------- | ------- | ------- | ------- | ------- | ------- | ------- | ------- | ------- | ------- | ------- | ------- | ------- | ------- | ------ | --- | --- |
| 1994 | Mild Seven Benetton Ford  | Benetton B194 | Ford V8      | BRA Ret | PAC Ret | SMR     | MON     | ŠPA     | KAN     | FRA Ret | VB 8    | NEM Ret | MAD 3   | BEL 3   | ITA Ret | POR 5   | EU Ret  | JAP     | AVS     |        | 10. | 10  |
| 1995 | MTV Simtek Ford           | Simtek S195   | Ford V8      | BRA Ret | ARG Ret | SMR Ret | ŠPA 12  | MON Ret | KAN     | FRA     | VB      | NEM     | MAD     | BEL     | ITA     | POR     | EU      | PAC     | JAP     | AVS    | -   | 0   |
| 1996 | Footwork Hart             | Footwork FA17 | Hart V8      | AVS Ret | BRA Ret | ARG 6   | EU Ret  | SMR Ret | MON Ret | ŠPA Ret | KAN Ret | FRA Ret | VB 10   | NEM Ret | MAD Ret | BEL Ret | ITA 8   | POR Ret | JAP 11  |        | 16. | 1   |
| 1997 | Tyrrell                   | Tyrrell 025   | Ford V8      | AVS Ret | BRA 15  | ARG Ret | SMR 10  | MON 8   | ŠPA 11  | KAN Ret | FRA Ret | VB Ret  | NEM 10  | MAD Ret | BEL Ret | ITA Ret | AVT 12  | LUK Ret | JAP 13  | EU 16  | -   | 0   |
| 1998 | Stewart Ford              | Stewart SF2   | Ford V10     | AVS     | BRA     | ARG     | SMR     | ŠPA     | MON     | KAN     | FRA 12  | VB Ret  | AVT Ret | NEM Ret | MAD 13  | BEL Ret | ITA Ret | LUK 13  | JAP Ret |        | -   | 0   |
| 2000 | Arrows F1 Team            | Arrows A21    | Supertec V10 | AVS Ret | BRA 7   | SMR 14  | VB Ret  | ŠPA Ret | EU Ret  | MON Ret | KAN 5   | FRA Ret | AVT Ret | NEM Ret | MAD 13  | BEL 15  | ITA 4   | ZDA Ret | JAP Ret | MAL 10 | 12. | 5   |
| 2001 | Orange Arrows Asiatech    | Arrows A22    | Asiatech V10 | AVS 10  | MAL 7   | BRA Ret | SMR Ret | ŠPA 12  | AVT 6   | MON 8   | KAN 10  | EU Ret  | FRA 13  | VB 10   | NEM 9   | MAD 12  | BEL 10  | ITA Ret | ZDA Ret | JAP 15 | 18. | 1   |
| 2003 | European Minardi Cosworth | Minardi PS03  | Cosworth V10 | AVS 11  | MAL 13  | BRA Ret | SMR Ret | ŠPA 12  | AVT Ret | MON Ret | KAN 9   | EU 14   | FRA 16  | VB 15   | NEM Ret | MAD 12  | ITA Ret | ZDA 10  | JAP 15  |        | -   | 0   |